# Ilyphagus wyvillei
Ilyphagus wyvillei är en ringmaskart som först beskrevs av McIntosh 1885.  Ilyphagus wyvillei ingår i släktet Ilyphagus och familjen Flabelligeridae. Inga underarter finns listade i Catalogue of Life.